# Sara Zabarino
Sara Zabarino (Biella, 1º agosto 1999) è una giavellottista italiana.

## Biografia
È cresciuta a Candelo, in provincia di Biella, diplomandosi all’istituto tecnico, indirizzo chimica e materiali. Ha praticato diversi sport per poi dedicarsi completamente all'atletica leggera a partire dal 2009, presso l'Atletica Gaglianico. Pur avendo praticato anche le prove multiple giovanili, ha trovato la sua strada nei lanci sotto la guida del martellista Massimiliano Remus, approdando così al giavellotto. Nel 2018 è entrata a far parte dell'ACSI Italia Atletica.
Nel 2020 si è trasferita presso la Florida State University, a Tallahassee.

## Carriera
A livello giovanile ha partecipato ai Mondiali under 20 di Tampere 2018, in cui, dopo aver stabilito la miglior misura delle qualificazioni con un lancio di 53,99 m, ha concluso la finale al quinto posto con la misura di 52,98 m, alle spalle della connazionale Carolina Visca.
Nel 2019, in occasione della Coppa Europa di lanci a Šamorín, ha vinto la medaglia d'oro nel giavellotto under 23 stabilendo la migliore prestazione italiana under 23 della specialità con la misura di 58,62 m, che la posiziona al quarto posto nella classifica all-time in Italia.
Nel 2020, a Padova, si è classificata terza ai campionati italiani assoluti con la misura di 55,13 m, alle spalle di Carolina Visca e Sara Jemai.

## Record nazionali
Promesse (under 23)
- Lancio del giavellotto: 58,62 m ( Šamorín, 10 marzo 2019)

## Progressione

### Lancio del giavellotto
| Stagione | Misura  | Luogo   | Data       | Rank. Mond. |
| -------- | ------- | ------- | ---------- | ----------- |
| 2025     | 53,26 m | Rieti   | 02/03/2025 |             |
| 2024     | 52,20 m | Walnut  | 18/04/2024 |             |
| 2023     | 51,18 m | Varese  | 22/06/2023 |             |
| 2022     | 55,66 m | Durham  | 12/05/2022 |             |
| 2021     | 54,48 m | Raleigh | 14/05/2021 |             |
| 2020     | 55,13 m | Padova  | 30/08/2020 |             |
| 2019     | 58,62 m | Šamorín | 10/03/2019 |             |
| 2018     | 53,99 m | Tampere | 10/07/2018 |             |
| 2017     | 52,77 m | Firenze | 10/06/2017 |             |
| 2016     | 50,26 m | Rieti   | 25/06/2016 |             |
| 2015     | 44,70 m | Torino  | 25/07/2015 |             |

## Palmarès
| Anno | Manifestazione   | Sede     | Evento                 | Risultato | Prestazione | Note  |
| ---- | ---------------- | -------- | ---------------------- | --------- | ----------- | ----- |
| 2015 | Mondiali allievi | Cali     | Lancio del giavellotto | 23ª (q)   | 45,19 m     | 500 g |
| 2016 | Europei U18      | Tbilisi  | Lancio del giavellotto | 5ª        | 56,58 m     | 500 g |
| 2017 | Europei U20      | Grosseto | Lancio del giavellotto | 9ª        | 46,92 m     | [ 3 ] |
| 2018 | Mondiali U20     | Tampere  | Lancio del giavellotto | 5ª        | 52,98 m     | [ 4 ] |
| 2019 | Europei U23      | Gävle    | Lancio del giavellotto | 7ª        | 51,02 m     | [ 5 ] |
| 2021 | Europei U23      | Tallinn  | Lancio del giavellotto | 9ª        | 52,01 m     | [ 6 ] |

## Campionati nazionali
- 1 volta campionessa nazionale assoluta del lancio del giavellotto (2025)

2020
- Bronzo ai campionati italiani assoluti (Padova), lancio del giavellotto - 55,13 m

2025
- Oro ai campionati italiani assoluti (Caorle), lancio del giavellotto - 51,16 m

## Altre competizioni internazionali
2019
- Oro in Coppa Europa di lanci ( Šamorín), lancio del giavellotto U23 - 58,62 m